# Inmaculada Sabater Llorens
Inmaculada Sabater Llorens (Novelda, 1952) es una política española.

## Biografía
Hija de Vicente Sabater, un cajista militante del PSOE durante la Segunda República Española. Desde 1966 trabajó en empresas de zapatos de Elda, Petrel y Novelda, donde desde 1972 dirigió las HOAC locales. En 1970 constituyó Amics de la Cultura de Novelda y en 1974 se estableció en Elche.
En 1976 abandonó las HOAC e ingresó en el PSOE y en la UGT, fue nombrada presidenta de la Asociación de Vecinos de Sant Antoni (Alicante). Tuvo un papel bastante activo en el movimiento vecinal y consiguieron el soterramiento del canal.
En las elecciones generales españolas de 1977 fue elegida diputada por la provincia de Alicante por el PSOE, y fue Secretaria Segunda de la Comisión de Sanidad y Seguridad y Social del Congreso de los Diputados pero en octubre de 1978 dimitió y abandonó el partido, ingresando al PCPV en enero de 1979. En las elecciones municipales de 1979 fue elegida concejal de Actividades Artísticas de Elche por el PCPV. En 1985 se hicieron públicos unos informes de la Brigada de Interior en los que se la acusaba de ser enlace del FRAP, cosa que siempre ha negado y que no se ha demostrado. Posteriormente ha sido técnico de Participación Ciudadana del Ayuntamiento de Elche y trabaja en la ONG de cooperación internacional con América Latina Narova.
En nombre de la asociación Dret a Participar Elx presentó alegaciones al presupuesto municipal de 2014 y en el 2015 se presentó como candidata de la sección local de Podemos en Elche.